# Робертсон, Чарли
Чарли Калбертсон Робертсон (англ. Charles Culbertson Robertson, 31 января 1896 года — 23 августа 1984 года) — американский бейсболист, выступавший на позиции питчера.
Робертсон родился в Декстере (штат Техас, США), детство провёл в Ноконе и в 1915 году окончил старшую школу Нокона. С 1917 по 1919 год учился в колледже Остина. В 1919 году, в возрасте 23 лет, начал выступать за «Чикаго Уайт Сокс». Всю свою профессиональную карьеру Робертсон был средним игроком, одержав 49 побед и потерпев 80 поражений и ни в одном сезоне он не одерживал побед больше, чем поражений. Его основной подачей был медленный кёрвболл по разным сторонам зоны, который он обычно кидал в первой подаче. Далее он подавал фастболл в верхнюю часть зоны.

## Совершенная игра
30 апреля 1922 года, в своей четвёртой игре в стартовом составе он отыграл пятую совершенную игру в истории бейсбола, которая прошла на «Нэвин-филде» (позже стадион был переименован в «Тайгер-стэдиум») в Детройте против "Детройт Тайгерс". Он стал первым питчером, сыгравшим совершенный матч на выезде. В том матче за Детройт играли будущие члены Зала славы Тай Кобб и Гарри Хейлман, который позже утверждали, что Робертсон делал какие-то манипуляции с мячиком. А невероятная ловля мяча в падении Джонни Мостила во втором иннинге вошла в историю. После игры «Тайгерс» отослали несколько мячей президенту Американской лиги Бэну Джонсону на проверку, однако Джонсон отклонил обвинения. Следующее подобное достижение после Робертсона совершил Дон Ларсен через 34 года в 1956 году.
После этой победы Робертсон испытывал боли в руке до конца своей карьеры. После ухода из «Уайт Сокс» он отыграл один сезон за «Сент-Луис Браунс» и два за «Бостон Брэйвз» и в 1928 году завершил карьеру.
Робертсон умер в Форте-Уэрте (штат Техас) в 1984 году в возрасте 88 лет.

## После завершения профессиональной карьеры
14 октября 1956 года Робертсон участвовал в шоу What's My Line?.